# 충청북도 소방본부
충청북도 소방본부(忠淸北道 消防本部, Chungbuk Fire Service Headquarter)는 충청북도를 관할하는 충청북도청 산하의 소방본부이다. 충청북도 청주시 청원구 밀레니엄1로 57에 위치하고 있다.
본부장은 소방감으로 보하며, 산하에 11개 소방서, 1개 소방항공대를 두고 있다.

## 연혁
- 1946년 충청북도 소방위원회 설치
- 1947년 충청북도 소방청 설치
- 1948년 충청북도 소방청 폐지, 충청북도 치안국 소방과 설치
- 1975년 충청북도 민방위국 소방과 설치
- 1991년 12월 소방업무를 기초자치에서 광역자치로 전환
- 1992년 충청북도 소방본부 설치

### 역대 본부장
| 대수     | 이름   | 임기                               |
| -------- | ------ | ---------------------------------- |
| 제1대    | 이명웅 | 1992년 4월 10일 ~ 1993년 1월 19일  |
| 제2대    | 임갑재 | 1993년 1월 20일 ~ 1993년 7월 22일  |
| 제3대    | 이용태 | 1993년 7월 23일 ~ 1998년 6월 30일  |
| 제4대    | 양희중 | 1998년 7월 1일 ~ 1999년 8월 19일   |
| 제5대    | 남상호 | 1999년 8월 11일 ~ 2001년 2월 1일   |
| 제6대    | 이범진 | 2001년 2월 13일 ~ 2002년 12월 31일 |
| 제7대    | 박창순 | 2003년 1월 13일 ~ 2004년 1월 11일  |
| 제8대    | 장석화 | 2004년 1월 12일 ~ 2007년 7월 4일   |
| 제9대    | 조택희 | 2007년 7월 5일 ~ 2008년 12월 9일   |
| 직무대리 | 이동성 | 2008년 12월 10일 ~ 2009년 8월 5일  |
| 제10대   | 이동성 | 2009년 8월 5일 ~ 2011년 3월 9일    |
| 제11대   | 전병순 | 2011년 3월 10일 ~ 2012년 12월 26일 |
| 제12대   | 이강일 | 2012년 12월 27일 ~ 2015년 2월 11일 |
| 제13대   | 김충식 | 2015년 2월 11일 ~ 2017년 10월 31일 |
| 제14대   | 이일   | 2017년 11월 1일 ~ 2018년 1월 10일  |
| 제15대   | 권대윤 | 2018년 1월 11일 ~ 2019년 9월 22일  |
| 제16대   | 김연상 | 2019년 9월 23일 ~ 2021년 2월       |
| 제17대   | 장거래 | 2021년 2월 ~ 2023년 3월 10일       |
| 제18대   | 권혁민 | 2023년 3월 10일 ~ 2023년 7월 22일  |
| 제19대   | 고영국 | 2023년 7월 23일 ~ 2024년 5월 27일  |
| 제20대   | 정남구 | 2024년 5월 27일 ~                  |

## 조직
| - 소방행정과 - 소방행정팀 - 기획감사팀 - 예산장비팀 | - 대응예방과 - 대응조사팀 - 예방안전팀 | - 구조구급과 - 구조팀 - 119구급상황관리센터 - 특수구조단 | - 소방종합상황실 - 상황관리 1·2·3팀 - 정보통신팀 - 충주세계소방관경기대회추진단 |

## 산하기관
| - 청주동부소방서 - 청주서부소방서 - 충주소방서 | - 제천소방서 - 음성소방서 - 증평소방서 | - 진천소방서 - 영동소방서 - 옥천소방서 | - 괴산소방서 - 보은소방서 - 특수구조단 |

## 논란
소방관의 국가직 전환을 요구하면서 '릴레이 1인 시위'를 벌이는 데 대해 이강일 충북소방본부장은 "내부적으로 해결할 수 있는 일을 언론에 누군가 제보를 했다"며 "심지어 녹취록까지 언론에 제공하는 등 소방관으로서 부적절했다"고 말했다. 이어 "녹음 파일을 제공한 직원이 누군지 찾고 싶지도 않다"며 불쾌한 심기를 노골적으로 드러냈다. 일각에서는 이 본부장의 발언을 기점으로 내부 고발자를 색출하는 것이 아니냐며 소방조직 내에서 건전한 비판을 저해하는 요소로 작용할 수 있다고 우려했다. 이에 앞서 청주서부소방서의 한 팀장이 1인 시위에 참가한 소방관에게 "신상에 문제가 있을 것", "정년까지 다니고 싶으면 조심하라"고 말해 보직에서 해제되었다.
이후 충북소방본부의 팀장급 공무원은 "집단 행동은 법규에 저촉될 우려가 있다"고 직원들에게 이메일을 보냈으며, "신문광고 등 행위는 외부에서 부처 이기주의로 보일 수 있다"고 말했다. 이에 소방공무원들은 "신문광고를 중단시키려는 의도"라고 주장했다.

## 같이 보기
- 대한민국 소방청
- 대한민국의 소방
- 대한민국 소방공무원